# 玉山和夫
玉山 和夫（たまやま かずお、1953年 - ）は、日本の経営学者、エコノミスト、実業家。専門は国際ビジネス論であり、札幌学院大学名誉教授。北海道美唄市生まれ。

## 経歴
1972年、函館ラ・サール中学校・高等学校卒業。1976年（昭和51年）、一橋大学経済学部卒業。同年、日立電線株式会社海外事業部入社。
1981年、野村総合研究所研究員。1982年、野村證券株式会社海外投資顧問室バハレーン支店勤務。1987年、安田火災海上保険株式会社有価証券部副長。
1991年、安田火災ブリンソン投資顧問取締役。1995年、パリバ投資顧問株式会社運用本部長。1997年、札幌国際大学人文・社会学部教授。
2005年、北海道情報大学経営情報学部教授。2009年、札幌学院大学経営学部会計ファイナンス学科教授。2022年、札幌学院大学定年退職。この他に北海学園大学経済学部・経営学部非常勤講師を務めた。

## 研究
「日本企業の低収益や株価の決定理論について」

## 論文
- 玉山和夫「黒田日銀総裁の金融政策と為替レート」『札幌学院大学経営論集』第15巻、札幌学院大学総合研究所、2021年3月、57-66頁、CRID 1050850932907017856。
- 玉山和夫「「株式時価総額/営業利益でみれば，株価は割高」」『札幌学院大学経営論集』第14巻、札幌学院大学総合研究所、2020年10月、27-33頁、ISSN 1884-1589、CRID 1050287619206349184。
- 玉山和夫「「株主に報いない日本企業」」『札幌学院大学経営論集』第13巻、札幌学院大学総合研究所、2020年2月、1-11頁、hdl:10742/00003258、ISSN 1884-1589、CRID 1050283688375161472。
- 玉山和夫「日本は米国債を愛す」『札幌学院大学経営論集』第12巻、札幌学院大学総合研究所、2019年1月、1-12頁、hdl:10742/00003154、ISSN 1884-1589、CRID 1050564288162722176。
- 玉山和夫「晴れた日には日経平均4万円が見える」『札幌学院大学経営論集』第11巻、札幌学院大学総合研究所、2017年10月、1-17頁、ISSN 1884-1589、CRID 1050001338204749952。
- 玉山和夫「Bitcoinの貨幣らしさ : 価格変動の特性から」『札幌学院大学経営論集』第10巻、札幌学院大学総合研究所、2016年9月、1-46頁、hdl:10742/2059、ISSN 1884-1589、CRID 1050001338203421440。
- 玉山和夫「株式・債券・商品市場のブラック・スワン : 流動性と貨幣らしさ」『札幌学院大学経営論集』第8号、札幌学院大学総合研究所、2015年8月、1-24頁、hdl:10742/1993、ISSN 1884-1589、CRID 1574231877400099200。
- 玉山和夫「為替市場のブラック・スワン」『札幌学院大学経営論集』第7巻、札幌学院大学総合研究所、2015年2月、1-41頁、hdl:10742/1893、ISSN 1884-1589、CRID 1050564288156841344。
- 玉山和夫「国際商品価格と株価」『札幌学院大学経営論集』第6巻、札幌学院大学総合研究所、2014年3月、1-10頁、hdl:10742/1788、ISSN 1884-1589、CRID 1050282813180128896。
- 玉山和夫「日本の土地神話は終焉したのか？」『札幌学院大学経営論集』第5巻、札幌学院大学総合研究所、2013年3月、9-18頁、hdl:10742/1624、ISSN 1884-1589、CRID 1050564288156838400。
- 玉山和夫「欧州金融危機における銀行資本不足額推計」『札幌学院大学経営論集』第4巻、札幌学院大学総合研究所、2012年3月、21-32頁、hdl:10742/1597、ISSN 1884-1589、CRID 1050001338203415424。
- 玉山和夫「トービンのqとファイナンシャル・アクセラレーター」『証券経済学会年報』第46号、証券経済学会、2011年7月、255-260頁、ISSN 03881458、CRID 1520290883888707968。
- 玉山和夫「ファイナンシャル・アクセラレーター理論の検証」『札幌学院大学経営論集』第3巻、札幌学院大学総合研究所、2011年3月、67-77頁、hdl:10742/1389、ISSN 1884-1589、CRID 1050845763133546496。
- * 玉山和夫「国際流動性とアメリカの株価」『札幌国際大学紀要』第30号、札幌国際大学、1999年、125-132頁、ISSN 13441752、CRID 1520009410382158080。

## 主著
- 『投資戦略の基礎:為替・金利・株価を読む』（東洋経済新報社, 1989年）
- 『日米バブルの金融論』（中西出版, 2002年）
- 『株式投資事始め : あなたも「投資家」って呼ばれてみませんか?』（中西出版, 2006年）
- 『金融経済と証券投資 : 入門から使える標準理論まで』（中西出版, 2013年）